# ناحیه فریبرن، شهرستان فریبورن، مینه سوتا
ناحیه فریبرن (به انگلیسی: Freeborn Township) یک منطقهٔ مسکونی در ایالات متحده آمریکا است که در شهرستان فری‌بورن، مینه‌سوتا واقع شده‌است.
 ناحیه فریبرن ۹۳٫۵ کیلومتر مربع مساحت و ۳۲۷ نفر جمعیت دارد و ۳۶۴ متر بالاتر از سطح دریا واقع شده‌است.